# Johannes Vetter
Johannes Vetter (Dresda, 26 marzo 1993) è un giavellottista tedesco, campione mondiale a Londra 2017 con la misura di 89,89 m.

## Biografia
Ha ottenuto un settimo posto ai mondiali di Pechino 2015 e un quarto posto alle olimpiadi di Rio de Janeiro 2016, mancando di poco il podio nella gara vinta dal connazionale Thomas Röhler. Il suo record personale è di 97,76 m, stabilito a Chorzów il 6 settembre 2020, misura che lo ha reso il secondo miglior giavellottista di tutti i tempi.

## Palmarès
| Anno | Manifestazione  | Sede           | Evento                 | Risultato | Prestazione | Note |
| ---- | --------------- | -------------- | ---------------------- | --------- | ----------- | ---- |
| 2011 | Europei U20     | Tallinn        | Lancio del giavellotto | 12º       | 65,87 m     |      |
| 2015 | Europei U23     | Tallinn        | Lancio del giavellotto | 4º        | 79,78 m     |      |
| 2015 | Mondiali        | Pechino        | Lancio del giavellotto | 7º        | 83,79 m     |      |
| 2016 | Europei         | Amsterdam      | Lancio del giavellotto | 16º (q)   | 79,98 m     |      |
| 2016 | Giochi olimpici | Rio de Janeiro | Lancio del giavellotto | 4º        | 85,32 m     |      |
| 2017 | Mondiali        | Londra         | Lancio del giavellotto | Oro       | 89,89 m     |      |
| 2018 | Europei         | Berlino        | Lancio del giavellotto | 5º        | 83,27 m     |      |
| 2019 | Mondiali        | Doha           | Lancio del giavellotto | Bronzo    | 85,37 m     |      |
| 2021 | Giochi olimpici | Tokyo          | Lancio del giavellotto | 9º        | 82,52 m     |      |

## Altre competizioni internazionali
2021
- Oro in Coppa Europa di lanci ( Spalato), lancio del giavellotto - 91,12 m
- Vincitore della Diamond League nella specialità del lancio del giavellotto

## Riconoscimenti
- Atleta europeo dell'anno (2017)